# オリオン座χ南流星群
オリオン座χ（カイ）南流星群（英語: Southern chi Orionids、IAU番号 257）は、11月26日から12月15日に見られる流星群である。放射点はオリオン座χ1星の少し北にある。
母天体はアポロ群の小惑星 オルヤト (Oljato) でないかとされている。